# 僕が笑うと
『僕が笑うと』（ぼくがわらうと）は、カンテレ開局60周年特別ドラマとして、カンテレ製作・フジテレビ系で、2019年3月26日に放送されたテレビドラマ 。主演は井ノ原快彦。
戦時中の大阪で身寄りのない子供たちを引き取り、養子として育てた夫婦の物語。

## あらすじ
ある日、約70年前にある夫婦に養子として育てられた孤児の1人である老婦人が、病床の中から当時の話を孫たちに話して聞かせていた。
1937（昭和12）年、大阪理科大学助教授で植物研究者の鈴木重三郎と妻の誠子との間に子供はいなかったけれど、重三郎は明るくて優しい性格の誠子と常に仲睦まじく幸せな生活を送っていた。しかし、母性本能の強い誠子にとっては子供のいない生活はとても淋しいものであり、「母親になりたい」という願望が消えることはなかった。そして、その思いは重三郎の姉・大沢徳子の息子である和也が満州に赴任するための送別会を見てから一層強くなる。
そんなある日、間宮君子が運営する孤児院の庭で遊ぶ子供たちの様子を重三郎と一緒に見ていた誠子は孤児を引き取りたいと重三郎に訴える。子供を育てる自信がない重三郎は誠子の訴えに躊躇するが、結局は誠子の熱い思いに押される形で、1人の少年・浩太を引き取って育てることになった。すぐに浩太と仲良くなり笑顔で接する誠子に対し、接触にぎこちなさが見られた重三郎だったが、少しずつ子供と接することで褒めることや叱ることを学んでいき、父親としての自覚が芽生えていく。
重三郎と誠子は、浩太に兄弟を持たせてあげたいと思うようになり、新たに節子・健作・虎之介・トメ子という4人の孤児を引き取る。1943（昭和18）年、鈴木家は計7人の大家族となっていた。素直に育った子供たちとの平穏の最中、太平洋戦争が勃発したことで、重三郎たちの生活も苦しさを増していく。そんな厳しい状況の中でも重三郎と誠子、そして子供たちは常に笑顔を絶やさない生活を送っていた。しかし、戦争はそんな苦しくも幸せな生活を送る重三郎たちのところにも暗い影を落としていこうとしていた。

## キャスト
鈴木重三郎
演 - 井ノ原快彦
大阪理科大学助教授で植物研究者。
鈴木誠子
演 - 上戸彩
重三郎の妻。子宝に恵まれないためか、「母親になりたい」という思いが強い。
大沢徳子
演 - 真飛聖
重三郎の姉。
大沢和也
演 - 白洲迅
徳子の息子。
間宮君子
演 - 麻生祐未
孤児院「あおば園」を営む女性。
吉田史郎
演 - 竜星涼
重三郎の助手。
老婦人（トメ子）
演 - 吉行和子
70年前に鈴木重三郎・誠子夫妻に育てられた孤児の1人。病床から孫たちに当時の話を聞かせる。
恵美／真一／悟／亮子
演 - 飯豊まりえ／高田翔／西銘駿／新実芹菜
老婦人の孫。
矢野光子
演 - 坂井真紀
浩太／節子／健作／虎之助／トメ子
演 - 渡邉蒼（幼少期：柳下晃河）／伊藤栞穂（幼少期：佐久間芹）／石澤柊斗／原田敬太／竹野谷咲
孤児院の子供たち。
山田正
演 - マギー
近藤作太郎
演 - 相島一之
渡辺又五郎
演 - 神保悟志
武田耕作
演 - 浜田学
田ノ浦良雄
演 - 森岡豊
健作・虎之助の担任。
工藤淳之助
演 - 六平直政
遠藤千代子
演 - たくませいこ
隣組の主婦。
松田京子
演 - 伊藤修子　
隣組の主婦。
井口洋一
演 - 宇野結也

## スタッフ
- 脚本 - 尾崎将也
- 演出 - 三宅喜重
- 音楽 - 白石めぐみ
- 時代考証 - 加藤聖文
- 軍事指導 - 越康広
- 医療監修 - 守屋俊介
- 植物監修 - 國府方吾郎
- ロケ協力 - いばらきフィルムコミッション、大子町フィルムコミッション、笠間市フィルムコミッション、足利市映像のまち推進課、坂戸市フィルムコミッション、南房総ロケーションサービス、深谷フィルムコミッション、熊谷フィルムコミッション、南足柄市、旧上岡小学校、房総のむら、江戸東京たてもの園、国立成育医療研究センター　ほか
- VFX - マリンポスト、Fude、TMA1（モノリス）、アンパッサン、アンダーグラフ、アネックス・デジタル
- ガンエフェクト - 早川光
- アクション指導 - 倉田プロモーション（栗田政明、北野淳）
- 技術協力 - ビデオスタッフ
- 照明協力 - ザ・ホライズン
- 美術協力 - フジアール
- プロデューサー - 河西秀幸（カンテレ）
- 制作協力 - ジニアス
- 制作著作 - カンテレ